# Облога Галича (1230)
Облога Галича (1230) — невдала спроба угорського короля Бели відбити Галич у Данила Романовича одразу після того, як звідти був вигнаний королевич Андрій (1229).
Обороною міста керував тисяцький Дем'ян. Данило Романович разом з поляками готував удар для деблокації міста. Половці були з обох сторін конфлікту.
Белі довелося перервати облогу через погодні умови (осінні дощі), причому військо зазнало втрат. Угорці після зняття облоги пройшли до Василіва, потім попрямували до Прута і залишили галицькі землі.
Однак через 2 роки угорці повторили вторгнення і витіснили Данила Романовича з Галича.